# Geometrische Topologie

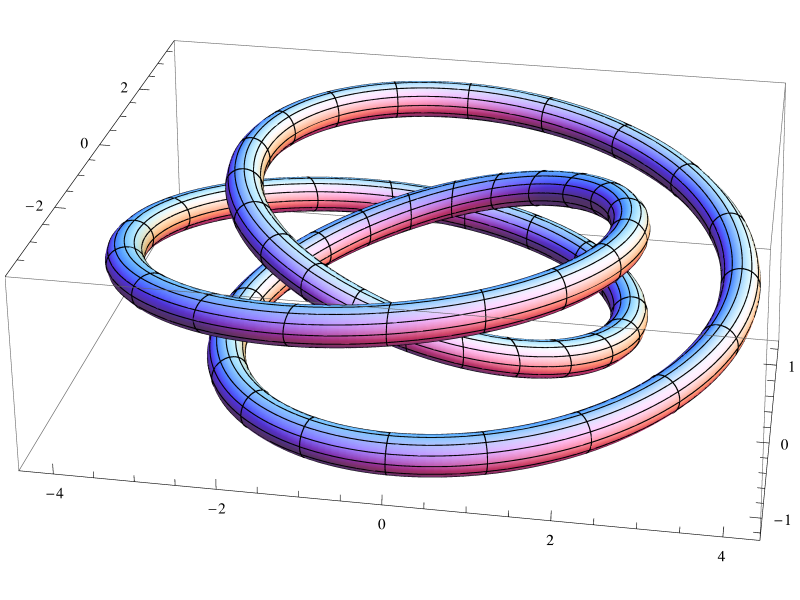
Verknoteter Torus

Die geometrische Topologie ist ein Teilgebiet der Mathematik, das sich mit Mannigfaltigkeiten und deren Einbettungen beschäftigt. Als stellvertretende Themen seien hier die Knotentheorie und Zopfgruppen genannt. Mit der Zeit wurde der Begriff immer mehr fast gleichbedeutend mit niedrigdimensionaler Topologie verwendet, wobei dies insbesondere zwei-, drei- und vierdimensionale Objekte betrifft.
In der rasanten Entwicklung der Topologie nach 1945 wurde eine Unterscheidung zwischen den folgenden Gebieten getroffen:
- die Algebraische Topologie, verkörpert durch die Homotopietheorie
- die geometrische Topologie mit der Poincaré-Vermutung als ihrem größten, mittlerweile gelösten, Problem
- die Differentialtopologie, die sich größtenteils mit differenzierbaren Strukturen, mit der Morse-Theorie als natürlicher Technik, beschäftigt.

Diese Gebiete basieren alle auf der allgemeinen oder mengentheoretischen Topologie, die das Studium von allgemeinen topologischen Räumen umfasst. Diese Unterteilung erscheint im Laufe der Jahre immer künstlicher.

## Geschichte

Geschlossene Jordankurve

Wie auch bei der mengentheoretischen Topologie kann nicht klar abgegrenzt werden, wann dieses Teilgebiet der Mathematik entstand. Einer der ersten Sätze der Topologie war der jordansche Kurvensatz. Er besagt, dass sich die Ebene durch eine geschlossene Jordankurve in zwei disjunkte Komponenten zerlegen lässt, wovon genau eine beschränkt ist. Der Satz wurde 1887 von Camille Jordan formuliert, jedoch war sein Beweis fehlerhaft. Der erste korrekte Beweis wurde 1905 erbracht. Das erste klassische Resultat der geometrischen Topologie ist der Satz von Schoenflies. Im Jahr 1910 wurde dieser von Arthur Schoenflies bewiesen. Anschaulich besagt er, dass eine geschlossene Jordankurve immer zu einem Kreis verzerrt werden kann. Diese Aussage kann als Verallgemeinerung des jordanschen Kurvensatzes verstanden werden. Im Jahr 1908 wurde von Ernst Steinitz und Heinrich Tietze die Vermutung aufgestellt, dass jede Mannigfaltigkeit mindestens eine Triangulierung besitzt und dass zwei unterschiedliche Triangulierungen eine gemeinsame Verfeinerung besitzen. Der zweite Teil der Aussage wird Hauptvermutung von Steinitz genannt. Tibor Radó konnte 1925 zeigen, dass die Vermutung für Flächen richtig ist. Für die Dimension drei konnte die Vermutung 1952 durch Edwin Moise bewiesen werden. Für Dimensionen größer als drei gilt die Hauptvermutung allerdings nicht. Dies wurde 1961 von John Willard Milnor bewiesen.
Etliche Fortschritte seit Beginn der 1960er führten dazu, dass sich die geometrische Topologie veränderte. Die Lösung der Poincaré-Vermutung in höheren Dimension durch Stephen Smale im Jahr 1961 ließ die Dimensionen drei und vier als die schwierigsten erscheinen. Und in der Tat erforderten sie neue Methoden, während die Freiheiten in den höheren Dimensionen bedeuteten, dass Fragestellungen auf in der Chirurgietheorie (en. surgery) verfügbare, berechnende Methoden zurückgeführt werden konnten. Die von William Thurston in den späten 1970ern formulierte Geometrisierungsvermutung stellte ein Grundgerüst zur Verfügung, das aufzeigte, wie stark Geometrie und Topologie in niedrigen Dimensionen miteinander verbunden sind. Thurstons Beweis der Geometrisierung von Haken-Mannigfaltigkeiten verwendete ein breites Spektrum an Werkzeugen aus vorher nur schwach miteinander in Beziehung stehen Teilgebieten der Mathematik. Vaughan Jones’ Entdeckung des Jones-Polynoms in den frühen 1980ern führte nicht nur die Knotentheorie in neue Richtungen, sondern gab auch den immer noch ungeklärten Beziehungen zwischen niedrigdimensionaler Topologie und mathematischer Physik Auftrieb.